# Samernas bibliotek

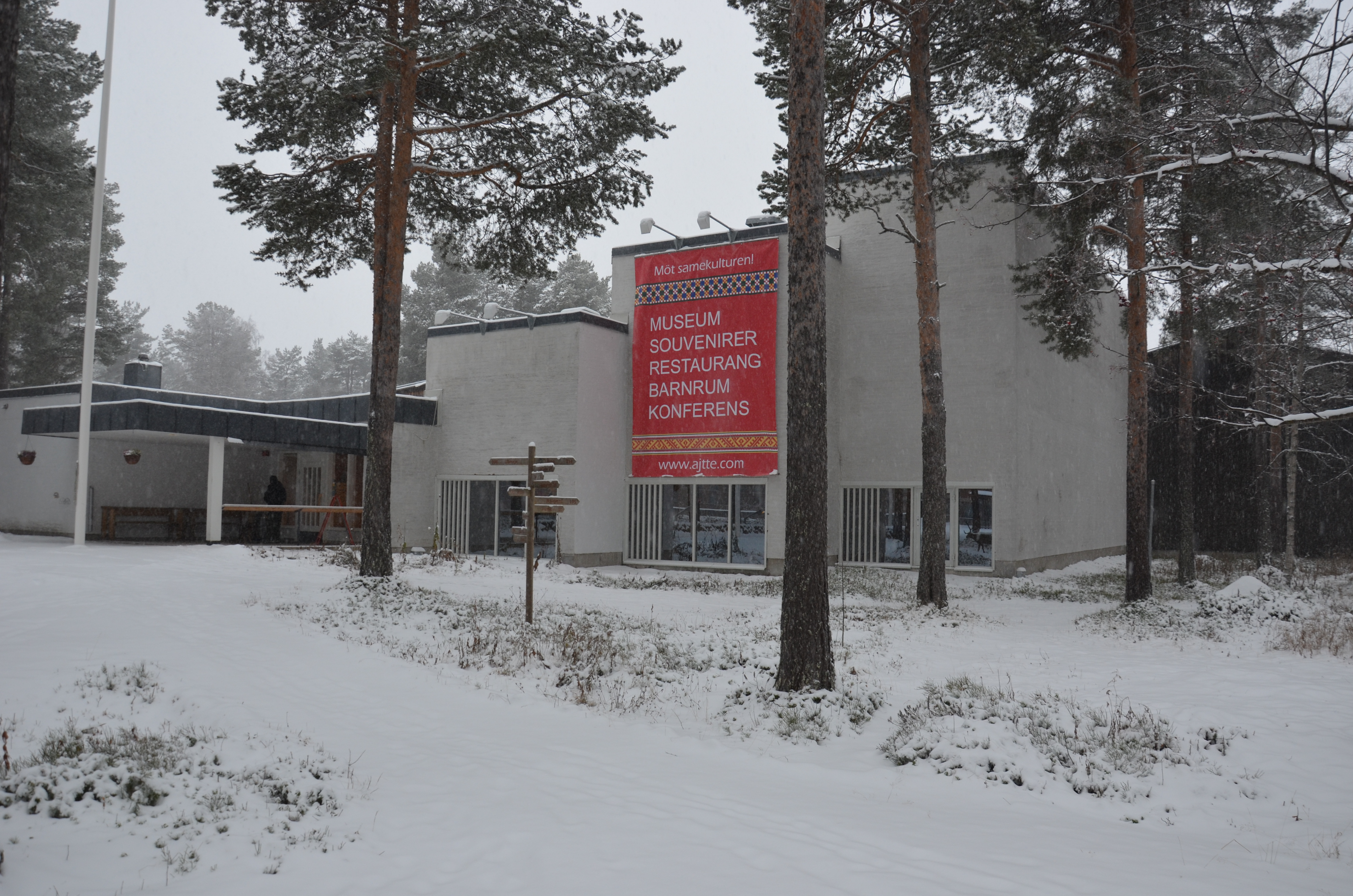
Entrén till museet Ájtte, som inhyser samernas bibliotek, med ingång på andra sidan av byggnaden

Samernas bibliotek (nordsamiska: Sámi girjerádjosis), är Sametingets bibliotek. Det ligger i bibliotekssalen Ája i Ájtte, Svenskt Fjäll- och samemuseum i Jokkmokk och är samlokaliserat med Ájttes bibliotek, Ájttes arkiv och Sametingets bibliotek.
Samernas bibliotek är det enda specialbiblioteket i Sverige för litteratur på samiska. Det inkluderar ett samiskt depåbibliotek för lån till bibliotek, skolor, organisationer, föreningar och institutioner.
Grunden till Samernas bibliotek lades 1988 med anställning av en särskild bibliotekskonsulent vid Länsbiblioteket i Umeå. År 1993 flyttades verksamheten till Jokkmokk.
I biblioteket ingår Israel Ruongs, Lars Thomassons och Lars Anders Baers samlingar.

## Nationellt ansvarsbibliotek för litteratur på samiska språk och om samiska frågor
Kungliga biblioteket fick 2020 i uppdrag av Sveriges regering att i ett treårigt projekt stödja resursbiblioteken för de fem erkända minoritetsspråken, därav Samernas bibliotek för samiska språk. I satsningen, som ska ske i samråd med Sametinget, ska ingå mer stöd till folkbiblioteken vad avser service på minoritetsspråken.